# Muhsin Hendricks
Muhsin Hendricks, född i juni 1967 i Kapstaden, död 15 februari 2025 i Bethelsdorp, Östra Kapprovinsen, var en sydafrikansk imam, islamisk lärd och HBTQ-rättsaktivist. Han var involverad i olika intressegrupper för HBTQ-muslimer och förespråkade ett större accepterande av HBTQ-personer inom islam. Han betraktas som världens första öppet homosexuella imam, efter att han kommit ut 1996. Hendricks blev offer för ett hatbrott i Bethelsdorp, Sydafrika i februari 2025 och dog av skottskador i en skjutincident.